# ضرعاء ضرعية
ضرعاء ضرعية (الاسم العلمي:Mammillaria mammillaris) هي نوع نباتي يتبع جنس الضرعاء من فصيلة الصبارية.